# Cuentos de la Alhambra (pel·lícula)
Cuentos de la Alhambra és una comèdia cinematogràfica espanyola de 1950 dirigida per Florián Rey i protagonitzada per Carmen Sevilla, Aníbal Vela i Manuel Arbó. La pel·lícula és una adaptació de l'obra del mateix títol de 1832 de Washington Irving.

## Repartiment
- Manuel Aguilera
- Julio F. Alymán
- Manuel Arbó - Ventero
- Mario Berriatúa - Lucas
- Raúl Cancio - Teniente
- Francisco Cano
- José Guardiola
- Manuel Guitián
- Casimiro Hurtado - Tío Pichón
- José Isbert - Don Cosme - l'escrivà
- José María Martín
- Mari Carmen Obregón
- Nicolás Perchicot - Governador
- Santiago Rivero
- Rosario Royo - Paquita
- Carmen Sevilla - Mariquilla
- Carmen Sánchez - Doña Tula
- Luis Torrecilla
- Aníbal Vela - Washington Irving
- Juan Vázquez - Corregidor
- Roberto Zara - Varguitas

## Premis
- Nicolás Perchicot va rebre la Medalla del Cercle d'Escriptors Cinematogràfics al millor actor secundari.[2]